# Jackson Katz
Jackson Katz (ur. 7 maja 1960) – amerykański działacz feministyczny i antyseksistowski.
Katz to jeden z najbardziej znanych aktywistów walczących z przemocą mężczyzn wobec kobiet, w tym z przemocą domową i przemocą seksualną, taką jak gwałt czy molestowanie seksualne.
Jest doktorem studiów kulturowych, stopień naukowy zdobył na Uniwersytecie Kalifornijskim. Katz to edukator, międzynarodowy wykładowca i autor publikacji naukowych oraz popularnonaukowych, w których zajmuje się wpływem kulturowych norm i wartości tradycyjnie uważanych za męskie na zachowania przemocowe mężczyzn wobec kobiet.
Od 1988 do 1998 roku był głównym liderem "Real Men" (Prawdziwi Mężczyźni), męskiej organizacji antyseksistowskiej mającej siedzibę w Bostonie. W 1993 roku opracował koncepcję i współzałożył program "Mentors in Violence Prevention" (MVP, Mentorzy Prewencji Przemocy) na amerykańskim Northeastern University. Od 1998 do 2000 roku był członkiem komisji American Bar Association ds. przeciwdziałania przemocy domowej. W latach 2000–2003 był członkiem grupy Departamentu Stanu USA ds. przeciwdziałania przemocy domowej w siłach zbrojnych.

## Książki
- Jackson Katz: Paradoks macho. Dlaczego niektórzy mężczyźni nienawidzą kobiet i co wszyscy mężczyźni mogą z tym zrobić. Warszawa: Wydawnictwo Czarna Owca, Fundacja Feminoteka, 2012. ISBN 978-83-7554-532-6. Brak numerów stron w książce (Macho Paradox: Why Some Men Hurt Women and and How All Men Can Help, 2006).